# Огибнянское сельское поселение
Огибня́нское се́льское поселе́ние — муниципальное образование в Чернянском районе Белгородской области.
Административный центр — село Огибное.

## История
Огибнянское сельское поселение образовано 20 декабря 2004 года в соответствии с Законом Белгородской области № 159.

## Население
| 2010 | 2011  | 2012 | 2013 | 2014 | 2015 | 2016 | 2017 | 2018 |
| ---- | ----- | ---- | ---- | ---- | ---- | ---- | ---- | ---- |
| 1004 | ↘1000 | ↘993 | ↘974 | ↘952 | ↘935 | ↘930 | ↘916 | ↗920 |
| 2019 | 2020  | 2021 |      |      |      |      |      |      |
| ↘903 | ↘881  | ↘834 |      |      |      |      |      |      |

## Состав сельского поселения
| № | Населённый пункт | Тип населённого пункта       | Население |
| - | ---------------- | ---------------------------- | --------- |
| 1 | Волково          | село                         | ↘340      |
| 2 | Огибное          | село, административный центр | ↗664      |